# The Dick Cavett Show
The Dick Cavett Show est un talk-show américain présenté par Dick Cavett.

## Histoire
Au cours de son histoire, l'émission a changé à plusieurs reprises de chaîne, de créneau horaire et de périodicité :
- du 4 mars 1968 au 24 janvier 1969 : ABC, créneau de jour ;
- du 26 mai au 19 septembre 1969 : ABC, première partie de soirée ;
- du 29 décembre 1969 au 1er janvier 1975 : ABC, troisième partie de soirée ;
- du 16 août au 6 septembre 1975 : CBS, première partie de soirée ;
- du 10 octobre 1977 au 8 octobre 1982 : PBS, début de soirée ;
- du 30 septembre 1985 au 23 septembre 1986 : USA Network, première partie de soirée ;
- du 22 septembre au 30 décembre 1986 : ABC, troisième partie de soirée.